# Voxnan
Voxnan ist ein etwa 150 Kilometer langer Fluss in der schwedischen Region Hälsingland und der größte Nebenfluss des Ljusnan.
Der Fluss entspringt dem See Siksjön in Härjedalen und ist in seinem oberen Lauf bei Kanusportlern beliebt. Dort, wo sich kurz nach der letzten Eiszeit die Küste befand, im Grenzgebiet der Gemeinden Ljusdal, Orsa und Ovanåker, bildet der Fluss eine der markantesten Stromschnellen südlich des Fjell-Gebirges. Danach mäandert er durch eine sandige Heide und bildet auffällige Böschungen. Nach etwa 2/3 seiner Länge biegt der Voxnan nach Osten ab. Hier ist der Fluss steil und zu großen Teilen ausgebaut.
Südöstlich von Bollnäs mündet Voxnan in den See Varpen und vereinigt sich mit Ljusnan, der ebenso den Varpen durchfließt.
Der Name Voxnan kommt wahrscheinlich vom schwedischen Wort für „Wachsen“ (växa), was sich auf die häufig stattfindenden Überschwemmungen bezieht.